# Güldal Mumcu
Güldal Mumcu (* 20. September 1951 in Denizli) ist eine Abgeordnete der Cumhuriyet Halk Partisi des türkischen Parlaments für den Wahlbezirk Izmir. Mit vollem Namen heißt sie Şükran Güldal Mumcu, ihr Mädchenname lautet Homan. Sie absolvierte das TED Ankara Koleji und studierte Betriebswirtschaft an der Universität Ankara. Zwischen 1975 und 1979 arbeitete sie als Projektmanagerin für die damalige staatliche Investitionsbank  Devlet Yatırım Bankası (heute: Türkiye İhracat Kredi Bankası A.Ş.) Sie heiratete 1976 den Publizisten Uğur Mumcu, der später vor ihren Augen durch ein Bombenattentat getötet werden sollte. Das Paar hatte zwei Kinder. Der bekannte Kolumnist Ahmet Hakan beschrieb Güldal Mumcu als unbeugsam und aufrichtig.
Güldal Mumcu ist seit 2007 Abgeordnete der Cumhuriyet Halk Partisi und stellvertretende Parlamentsvorsitzende.